# Arachnoides (zee-egel)
Arachnoides is een geslacht van zee-egels uit de familie Clypeasteridae. Het is het typegeslacht van de onderfamilie Arachnoidinae.

## Soorten
- Arachnoides placenta (Linnaeus, 1758)
- Arachnoides tenuis H.L. Clark, 1938